# Sueza
Sueza（スーザ）はよしのゆうき（Vocal）、瑞希祐作（Keyboard & Programming）からなるJ-POPの音楽ユニット。2017年「Planet AQUA」でインディーズデビュー。
「昔懐かしいメロディーに美しい言の葉を乗せてあなたにお届けします！」をキャッチフレーズとして東京をベースに活動中。

## 来歴
2016年春、瑞希祐作の音楽企画「Music Library」によしのゆうきが参加。当初はもう一人の女性ボーカルと「Conny」という名前のユニットを組んで瑞希祐作との活動を開始した。同年5月にFM今治の「明日のエコより今日のエコ」のパーソナリティー　幾島賢治氏より番組のテーマミュージック依頼され、「アクアの星」という曲がボーカルよしのゆうきで作成された。これがきっかけで、2人での活動を本格化させ、同年11月に「Conny F. Mizuki」を結成、2017年7月にビッグマウスレコードより「Planet AQUA」という作品でインディーズデビューを果たした。
　当初は瑞希祐作がピアノを担当し、他はPCによる直接音源コントロールによるライブ演奏が主流であったが、2作目の「Planet AQUA Side-B」以降のCD作成、ライブ公演をするにしたがい、サポートメンバーが多数参加するようになった。当初はこれらのサポートメンバーを「コニミズ」と称していたが、3作目の「Music Library」では、総勢9人のメンバーとなったことで、新たにこの音楽集団「Mizuki Project」と改称し、Conny F. Mizukiの母体としての活動に移行した。現時点では、2人からバンド形態としてのライブに移行しつつある。
なお「Mizuki Project」を立ち上げたことを機に、よしのゆうき以外不在であった「Conny」を解消し、2人のユニット名も「Sueza」に改名した。

## Mizuki Project
Suezaを核とする音楽集団である。主なメンバーは、瑞希祐作が所属していた大学サークル、過去参加していたバンドのメンバーによって構成されている。レコーディングやステージによってその形態は変化している。主要なものとしては以下の通り。
① 西東京カルテット
② YouRythMix
③ 7 Stars Live！